# Kvinden, han mødte
Kvinden, han mødte er en dansk stumfilm fra 1915, der er instrueret af Hjalmar Davidsen efter manuskript af Walter Christmas.

## Handling
Denne artikel mangler et handlingsreferat. Hjælp os med at skrive det.

## Medvirkende
- Christel Holch - Zigøjnersken Satanita
- Gunnar Sommerfeldt - Zambo
- Svend Kornbeck - Grev Dørner til Dørnersdorf
- Maja Bjerre-Lind - Komtesse Cecilie, grevens datter
- Nicolai Johannsen - Baron Max, Cecilies forlovede
- Mathilde Felumb Friis
- Oscar Nielsen
- Axel Boesen
- Doris Langkilde